# Nati nel 1993/Dicembre
| Questa pagina contiene informazioni ricavate automaticamente dalle voci biografiche con l'ausilio del template Bio e di un bot. L'aggiornamento è periodico e automatico e ricostruisce completamente la pagina. Se manca una persona in questa lista, sei pregato di non aggiungerla, ma accertati piuttosto che la sua voce biografica contenga il template Bio e che i dati anagrafici siano correttamente compilati. Se il template Bio manca, inseriscilo tu stesso o, in alternativa, metti l'avviso {{tmp\|Bio}} che ne segnala la mancanza. Se i dati riportati sono sbagliati, correggi direttamente la voce biografica; le modifiche saranno visibili in questa lista entro pochi giorni. Per chiarimenti vedi il progetto biografie. La lista contiene solo le 386 persone che sono citate nell'enciclopedia e per le quali è stato implementato correttamente il template Bio. Pagina aggiornata al 10 ago 2025. |

- 1º dicembre - Lee Ju-myoung, attrice sudcoreana
- 1º dicembre - Milan Massop, ex calciatore olandese
- 1º dicembre - Adama Mbengué, calciatore senegalese
- 1º dicembre - Aaron Rountree, ex cestista statunitense
- 1º dicembre - Pedro Sá, calciatore portoghese
- 2 dicembre - Koen Bouwman, ciclista su strada olandese
- 2 dicembre - Cody Demps, cestista statunitense
- 2 dicembre - Kevin Fischnaller, slittinista italiano
- 2 dicembre - Tiffany Gauthier, ex sciatrice alpina francese
- 2 dicembre - Roy Piccard, sciatore alpino francese
- 2 dicembre - Cecilia Salvai, calciatrice italiana
- 2 dicembre - Kōstas Stafylidīs, calciatore greco
- 2 dicembre - Cleveland Thomas, cestista statunitense
- 3 dicembre - François Alu, ballerino francese
- 3 dicembre - Marques Brownlee, youtuber statunitense
- 3 dicembre - Nirra Fields, cestista canadese
- 3 dicembre - Davide Ghiotto, pattinatore di velocità su ghiaccio italiano
- 3 dicembre - Kasey Hill, cestista statunitense
- 3 dicembre - Kyle Jean-Baptiste, attore e cantante statunitense († 2015)
- 3 dicembre - Goitom Kifle, mezzofondista e maratoneta eritreo
- 3 dicembre - Stipo Marković, calciatore bosniaco
- 3 dicembre - Sech, cantante e produttore discografico panamense
- 3 dicembre - Hermon Tecleab, calciatore eritreo
- 4 dicembre - Nataša Andonova, calciatrice macedone
- 4 dicembre - Trey Caldwell, giocatore di football americano statunitense
- 4 dicembre - Taco van der Hoorn, ciclista su strada olandese
- 4 dicembre - Steven Lammertink, ex ciclista su strada olandese
- 4 dicembre - Sireethorn Leearamwat, modella tailandese
- 4 dicembre - Jarosław Mecmajer, taekwondoka polacco
- 4 dicembre - Ofir Mizrachi, calciatore israeliano
- 4 dicembre - Yohannes Nega, calciatore eritreo
- 4 dicembre - Gabriele Nelli, pallavolista italiano
- 4 dicembre - Reruhi Shimizu, saltatore con gli sci giapponese
- 4 dicembre - Florian Wegan, giocatore di football americano austriaco
- 4 dicembre - Matěj Zahálka, ciclista su strada ceco
- 5 dicembre - Michael Anaba, ex calciatore ghanese
- 5 dicembre - Ross Barkley, calciatore inglese
- 5 dicembre - Choe Hyo-sim, sollevatrice nordcoreana
- 5 dicembre - Alex Christian, calciatore haitiano
- 5 dicembre - Marcus Eriksson, ex cestista svedese
- 5 dicembre - Anthony Gaines, cestista statunitense
- 5 dicembre - Kuluberhan Ghebretensae, calciatore eritreo
- 5 dicembre - Laura Gimmler, fondista tedesca
- 5 dicembre - Michelle Gisin, sciatrice alpina svizzera
- 5 dicembre - Kevin Shem, calciatore vanuatuano
- 5 dicembre - Luciano Vietto, calciatore argentino
- 5 dicembre - Sherise Williams, cestista statunitense
- 6 dicembre - Yousef Abu Wazaneh, cestista giordano
- 6 dicembre - Carlos Arévalo López, canoista spagnolo
- 6 dicembre - Michael Birdsong, ex giocatore di football americano statunitense
- 6 dicembre - Santiago Cordero, rugbista a 15 argentino
- 6 dicembre - Zena Edosomwan, cestista statunitense
- 6 dicembre - Andrea Garosio, ex ciclista su strada italiano
- 6 dicembre - Robert' K'obliashvili, lottatore georgiano
- 6 dicembre - Pedro Mendes, calciatore portoghese
- 6 dicembre - Johannes Richter, cestista tedesco
- 6 dicembre - José Romo, calciatore venezuelano
- 6 dicembre - Joel Tagueu, calciatore camerunese
- 6 dicembre - Jean Zimmer, calciatore tedesco
- 7 dicembre - Franck Boli, calciatore ivoriano
- 7 dicembre - Samba Diong, lottatore francese
- 7 dicembre - D.J. Fenner, cestista statunitense
- 7 dicembre - Chris Harper, giocatore di football americano statunitense
- 7 dicembre - Natalie Hinds, nuotatrice statunitense
- 7 dicembre - Hugo Marchand, ballerino francese
- 7 dicembre - Brandon Moreno, artista marziale misto messicano
- 7 dicembre - Marvin Potzmann, calciatore austriaco
- 7 dicembre - Kiyou Shimizu, karateka giapponese
- 7 dicembre - Luke Strong, ginnasta britannico
- 7 dicembre - Yūto Suzuki, calciatore giapponese
- 7 dicembre - Tamás Szeles, calciatore ungherese
- 7 dicembre - Jasmine Villegas, cantante statunitense
- 7 dicembre - Simone Wild, sciatrice alpina svizzera
- 7 dicembre - Rick Zabel, ex ciclista su strada tedesco
- 8 dicembre - Guillermo Benítez, calciatore argentino
- 8 dicembre - Juan Ignacio Duma, calciatore argentino
- 8 dicembre - Matthew Holmes, ex ciclista su strada britannico
- 8 dicembre - Juuso Hämäläinen, calciatore finlandese
- 8 dicembre - Janari Jõesaar, cestista estone
- 8 dicembre - Natal'ja Malych, pallavolista russa
- 8 dicembre - Cara Mund, modella statunitense
- 8 dicembre - Antti Mäkijärvi, ex calciatore finlandese
- 8 dicembre - Jordan Obita, calciatore inglese
- 8 dicembre - AnnaSophia Robb, attrice statunitense
- 8 dicembre - ArDarius Stewart, giocatore di football americano statunitense
- 8 dicembre - Shiva Thapa, pugile indiano
- 8 dicembre - Thomas Wimbush, cestista statunitense
- 8 dicembre - Jowita Wrzesień, lottatrice polacca
- 9 dicembre - Hazel Brugger, comica, cabarettista e conduttrice televisiva svizzera
- 9 dicembre - Wyndham Clark, golfista statunitense
- 9 dicembre - Oumar Diakhité, calciatore senegalese
- 9 dicembre - Eugenio Mastrandrea, attore italiano
- 9 dicembre - Mark McMorris, snowboarder canadese
- 9 dicembre - Yadollah Mohebbi, lottatore iraniano
- 9 dicembre - Arik Smith, cestista statunitense
- 9 dicembre - Laura Smulders, ciclista di BMX olandese
- 10 dicembre - Odunayo Adekuoroye, lottatrice nigeriana
- 10 dicembre - Abraham Akopesha, maratoneta e mezzofondista keniota
- 10 dicembre - Musab Eisa, calciatore sudanese
- 10 dicembre - Mattia Bani, calciatore italiano
- 10 dicembre - Alicia von Rittberg, attrice tedesca
- 10 dicembre - Rachel Fattal, pallanuotista statunitense
- 10 dicembre - Eddie Jackson, giocatore di football americano statunitense
- 10 dicembre - Igor' Jurganov, calciatore russo
- 10 dicembre - Louis Louka, copilota di rally belga
- 10 dicembre - Chris-Ebou Ndow, cestista norvegese
- 10 dicembre - Seán Russell, calciatore irlandese
- 10 dicembre - Katherine Santiago, pallavolista portoricana
- 10 dicembre - Philipp Schobesberger, calciatore austriaco
- 10 dicembre - Daniel Tedesco, hockeista su ghiaccio canadese
- 10 dicembre - Adrien Thomasson, calciatore francese
- 10 dicembre - Michael Vanthourenhout, ciclocrossista e ciclista su strada belga
- 11 dicembre - Yalitza Aparicio, attrice messicana
- 11 dicembre - Jenny Arthur, sollevatrice statunitense
- 11 dicembre - Andrea Barberis, calciatore italiano
- 11 dicembre - Adi Cohen-Saban, cestista israeliano
- 11 dicembre - Nesta Cooper, attrice canadese
- 11 dicembre - Saihou Gassama, calciatore gambiano
- 11 dicembre - Leonardo Gontero, arrampicatore italiano
- 11 dicembre - Sonny Kiss, wrestler e ballerino statunitense
- 11 dicembre - L.J. Rose, ex cestista statunitense
- 11 dicembre - Keegan Rosenberry, calciatore statunitense
- 11 dicembre - Thibaut Vion, calciatore francese
- 11 dicembre - Madison de Rozario, atleta paralimpica australiana
- 12 dicembre - C.J. Board, giocatore di football americano statunitense
- 12 dicembre - Shawn Dawson, cestista israeliano
- 12 dicembre - Luma Grothe, supermodella brasiliana
- 12 dicembre - Mohamed Kone, ex calciatore burkinabé
- 12 dicembre - Ravi Kumar Dahiya, lottatore indiano
- 12 dicembre - Alice Nyström, cestista svedese
- 12 dicembre - Miloud Rebiaï, calciatore algerino
- 12 dicembre - Max Rendschmidt, canoista tedesco
- 13 dicembre - Abdiel Arroyo, calciatore panamense
- 13 dicembre - Vasilisa Michajlovna Beržanskaja, mezzosoprano russo
- 13 dicembre - Sergej Bida, schermidore russo
- 13 dicembre - Danielle Collins, tennista statunitense
- 13 dicembre - Patrick Fernandes, calciatore capoverdiano
- 13 dicembre - Ruben Gado, multiplista francese
- 13 dicembre - Bazoumana Koné, cestista tedesco
- 13 dicembre - Jakub Plšek, calciatore ceco
- 13 dicembre - Andreas Raudsepp, calciatore estone
- 13 dicembre - Geremias Ribeiro Junior, calciatore brasiliano
- 13 dicembre - Andreea Stefanescu, ex ginnasta rumena
- 13 dicembre - Alexandra Tavernier, martellista francese
- 13 dicembre - Marco Warren, calciatore bermudiano († 2023)
- 13 dicembre - Ryan Woods, calciatore inglese
- 14 dicembre - Matthew Ball, danzatore inglese
- 14 dicembre - Amir Ben Shimon, calciatore israeliano
- 14 dicembre - Agustín Casanova, cantante e attore uruguaiano
- 14 dicembre - Siyani Chambers, cestista statunitense
- 14 dicembre - Herbert Gamboa, ex giocatore di football americano messicano
- 14 dicembre - Antonio Giovinazzi, pilota automobilistico italiano
- 14 dicembre - Måns Hedberg, ex snowboarder svedese
- 14 dicembre - Femi Hollinger-Janzen, ex calciatore beninese
- 14 dicembre - Sasha Hostyn, videogiocatrice canadese
- 14 dicembre - Jeong Hyo-geun, cestista sudcoreano
- 14 dicembre - Alexander Kamp, ciclista su strada danese
- 14 dicembre - Kamari Murphy, cestista statunitense
- 14 dicembre - Uroš Nikolić, calciatore serbo
- 14 dicembre - Ngozi Okobi, calciatrice nigeriana
- 14 dicembre - Nicholas Presciutti, pallanuotista italiano
- 14 dicembre - Josh Vela, calciatore inglese
- 15 dicembre - Rachel Bootsma, ex nuotatrice statunitense
- 15 dicembre - Marvin Bracy-Williams, velocista e giocatore di football americano statunitense
- 15 dicembre - Anthony Brown, giocatore di football americano statunitense
- 15 dicembre - Ousmane Drame, cestista guineano
- 15 dicembre - Jérémie Duvall, attore e regista francese
- 15 dicembre - Alina Eremia, cantante, attrice e personaggio televisivo rumena
- 15 dicembre - Sharon Firisua, mezzofondista e siepista salomonese
- 15 dicembre - Xoán Fórneas, attore, regista e cantante spagnolo
- 15 dicembre - Rytis Juknevičius, ex cestista lituano
- 15 dicembre - Adam Kappacher, sciatore freestyle austriaco
- 15 dicembre - Derrick Kindred, giocatore di football americano statunitense
- 15 dicembre - Bogdan Kourinnoi, lottatore svedese
- 15 dicembre - Kristián Koštrna, calciatore slovacco
- 15 dicembre - Amit Kumar Dahiya, lottatore indiano
- 15 dicembre - Daniel Ochefu, cestista statunitense
- 15 dicembre - Avery Woodson, cestista statunitense
- 16 dicembre - Jyoti Amge, attrice indiana
- 16 dicembre - Fabio Anobile, paraciclista italiano
- 16 dicembre - Thiago Braz, astista brasiliano
- 16 dicembre - Mohamed Saliou Camara, lottatore guineano
- 16 dicembre - Cazzu, rapper, cantante e compositrice argentina
- 16 dicembre - Lola Créton, attrice francese
- 16 dicembre - Julian Gressel, calciatore tedesco
- 16 dicembre - Marvelle Harris, cestista statunitense
- 16 dicembre - Lisa Hauser, biatleta austriaca
- 16 dicembre - Stephan James, attore canadese
- 16 dicembre - Fujiko Kojima, attrice giapponese
- 16 dicembre - Kareena Lee, nuotatrice australiana
- 16 dicembre - Ma Xueya, cestista cinese
- 16 dicembre - Oussama Methazem, calciatore algerino
- 16 dicembre - Neofytos Michaīl, calciatore cipriota
- 16 dicembre - Ol'ha Ovdijčuk, calciatrice ucraina
- 16 dicembre - Stefania Pirozzi, nuotatrice italiana
- 16 dicembre - Rundell Winchester, calciatore trinidadiano
- 16 dicembre - Adilson da Cruz, calciatore angolano
- 16 dicembre - Bruninho, calciatore brasiliano
- 16 dicembre - Şyhazberdi Öwelekow, lottatore turkmeno
- 17 dicembre - Artëm Antoškin, giocatore di calcio a 5 russo
- 17 dicembre - Kiersey Clemons, attrice e cantante statunitense
- 17 dicembre - Emmanuel Daniel, calciatore nigeriano
- 17 dicembre - Sondre Holst Enger, ex ciclista su strada norvegese
- 17 dicembre - Huw Jones, rugbista a 15 britannico
- 17 dicembre - Manuel Kuttin, calciatore austriaco
- 17 dicembre - Maximiliano Lemos, calciatore uruguaiano
- 17 dicembre - Desire Oparanozie, ex calciatrice nigeriana
- 17 dicembre - Romina Pierdomenico, conduttrice televisiva e conduttrice radiofonica italiana
- 17 dicembre - Alejandro Reyes, cestista spagnolo
- 17 dicembre - Ryu Seung-woo, calciatore sudcoreano
- 17 dicembre - Kenny Saief, calciatore israeliano
- 17 dicembre - Laurens Sweeck, ciclocrossista e ciclista su strada belga
- 17 dicembre - Tan Jiajun, calciatore cinese
- 17 dicembre - María José Urrutia, calciatrice cilena
- 17 dicembre - Markus Villig, imprenditore estone
- 17 dicembre - Beatriz Zaneratto João, calciatrice brasiliana
- 17 dicembre - Vera van Pol, ginnasta olandese
- 18 dicembre - Byron Buxton, giocatore di baseball statunitense
- 18 dicembre - Ludovico Edalli, ginnasta italiano
- 18 dicembre - Isaac Fotu, cestista neozelandese
- 18 dicembre - Matt Ingram, calciatore inglese
- 18 dicembre - Thomas Lam, calciatore finlandese
- 18 dicembre - Francesca Melchiori, cestista italiana
- 18 dicembre - Ana Porgras, ex ginnasta rumena
- 18 dicembre - Sha'Keela Saunders, lunghista statunitense
- 18 dicembre - Senin Sebai, calciatore ivoriano
- 18 dicembre - Nikola Stanković, calciatore serbo
- 18 dicembre - Bianca Williams, velocista britannica
- 18 dicembre - Kerri Williams, canottiera neozelandese
- 19 dicembre - Ali Adnan Kadhim, calciatore iracheno
- 19 dicembre - Leonardo Bittencourt, calciatore tedesco
- 19 dicembre - Hermione Corfield, attrice britannica
- 19 dicembre - Bárbara Di Flaviano Díaz, attrice, modella e conduttrice televisiva venezuelana
- 19 dicembre - Nik Dodani, attore e comico statunitense
- 19 dicembre - Riccardo Improta, calciatore italiano
- 19 dicembre - Isiah Koech, mezzofondista keniota
- 19 dicembre - Nino Kouter, calciatore sloveno
- 19 dicembre - Lianna Sybeldon, pallavolista statunitense
- 19 dicembre - Stephanie Venier, ex sciatrice alpina austriaca
- 19 dicembre - Jack Wilson, pallavolista statunitense
- 20 dicembre - Ali Abdi, calciatore tunisino
- 20 dicembre - Ahmed Shambih, calciatore emiratino
- 20 dicembre - Gamze Alikaya, pallavolista turca
- 20 dicembre - Michele Andreotti, rugbista a 15 italiano
- 20 dicembre - Andrea Belotti, calciatore italiano
- 20 dicembre - Prabir Das, calciatore indiano
- 20 dicembre - Jana Egorjan, schermitrice russa
- 20 dicembre - Alex Ferrari, giocatore di football americano italiano
- 20 dicembre - Chiara Gambuzza, ex cestista italiana
- 20 dicembre - Christian Gebauer, calciatore austriaco
- 20 dicembre - Luwagga Kizito, calciatore ugandese
- 20 dicembre - Erik McCree, cestista statunitense
- 20 dicembre - Mohammed Muntari, calciatore ghanese
- 20 dicembre - Abdallah Ndour, calciatore senegalese
- 20 dicembre - Caye Quintana, calciatore spagnolo
- 20 dicembre - Robeisy Ramírez, pugile cubano
- 20 dicembre - LaRon Smith, cestista statunitense
- 20 dicembre - Ann-Christin Strack, bobbista e ex velocista tedesca
- 20 dicembre - Loïc Vliegen, ciclista su strada belga
- 21 dicembre - Cody Ceci, hockeista su ghiaccio canadese
- 21 dicembre - Jovan Djokic, pallavolista svizzero
- 21 dicembre - Romain Détraz, sciatore freestyle svizzero
- 21 dicembre - Hernán Hinostroza, calciatore peruviano
- 21 dicembre - Uvaldo Luna, ex calciatore messicano
- 21 dicembre - Naho Miyoshi, cestista giapponese
- 21 dicembre - Travis Nicklaw, calciatore statunitense
- 21 dicembre - Nikolaj Rogožkin, cestista russo († 2023)
- 21 dicembre - Léo Tudezca, lottatore francese
- 21 dicembre - Tony Washington, cestista statunitense
- 22 dicembre - Gavin Cecchini, ex giocatore di baseball statunitense
- 22 dicembre - Sergi Darder, calciatore spagnolo
- 22 dicembre - Joseph David-Jones, attore statunitense
- 22 dicembre - Angelo de Benedictis, pattinatore artistico a rotelle italiano
- 22 dicembre - Lovelite Detenamo, ex velocista nauruana
- 22 dicembre - Chimi Dorji, calciatore bhutanese
- 22 dicembre - Alexander Edmondson, pistard e ciclista su strada australiano
- 22 dicembre - Raphaël Guerreiro, calciatore portoghese
- 22 dicembre - Roedion Henrique, giocatore di football americano olandese
- 22 dicembre - Gabriel Medina, surfista brasiliano
- 22 dicembre - Ousmane Ouattara, calciatore ivoriano
- 22 dicembre - William Pottker, calciatore brasiliano
- 22 dicembre - Hedvig Rasmussen, canottiera danese
- 22 dicembre - Meghan Trainor, cantautrice e personaggio televisivo statunitense
- 22 dicembre - Artem Tyščenko, biatleta ucraino
- 22 dicembre - Liv Westphal, mezzofondista francese
- 22 dicembre - Miki Yamane, calciatore giapponese
- 22 dicembre - Zhazira Zhapparkul, sollevatrice kazaka
- 23 dicembre - Claudio Baeza, calciatore cileno
- 23 dicembre - Morgan Bergren, ex pallavolista statunitense
- 23 dicembre - Stanislav Denisov, taekwondoka russo
- 23 dicembre - Caleb Foote, attore statunitense
- 23 dicembre - Juriën Gaari, calciatore olandese
- 23 dicembre - Felix Großschartner, ciclista su strada austriaco
- 23 dicembre - Sean Gunn, nuotatore zimbabwese
- 23 dicembre - Jasmine Todd, velocista e lunghista statunitense
- 23 dicembre - Delano Williams, velocista britannico
- 23 dicembre - Evans Yeboah, giocatore di football americano ghanese
- 23 dicembre - Riho Ōtake, pallavolista giapponese
- 24 dicembre - Bae Da-bin, attrice sudcoreana
- 24 dicembre - Millie Brady, attrice britannica
- 24 dicembre - Andrea Cedrón, nuotatrice peruviana
- 24 dicembre - Prince-Désir Gouano, ex calciatore francese
- 24 dicembre - Yūya Kubo, calciatore giapponese
- 24 dicembre - Süleýman Muhadow, calciatore turkmeno
- 24 dicembre - Yosvanys Peña, lottatore cubano
- 25 dicembre - Zach Banner, giocatore di football americano statunitense
- 25 dicembre - Leonardo Basso, dirigente sportivo e ex ciclista su strada italiano
- 25 dicembre - Joris Correa, calciatore francese
- 25 dicembre - Stole Dimitrievski, calciatore macedone
- 25 dicembre - Andrea Drews, pallavolista statunitense
- 25 dicembre - Federico Ferretti, giocatore di football americano svizzero
- 25 dicembre - Ariadna Gutiérrez, conduttrice televisiva e modella colombiana
- 25 dicembre - Jonathan Hendrickx, calciatore belga
- 25 dicembre - Gibran Lajud, calciatore messicano
- 25 dicembre - Keith Ape, rapper sudcoreano
- 25 dicembre - Lucas Cândido, calciatore brasiliano
- 25 dicembre - Madeleine Malonga, judoka francese
- 25 dicembre - Adriana Sachs, calciatrice argentina
- 25 dicembre - Samantha Zandomenichi, calciatrice italiana
- 26 dicembre - Oyinkansola Ajanaku, ex pallavolista statunitense
- 26 dicembre - Espen Bjørnstad, combinatista nordico norvegese
- 26 dicembre - Riccardo Brugnara, rugbista a 15 italiano
- 26 dicembre - Mert Demir, cantante turco
- 26 dicembre - Gianluca Di Chiara, calciatore italiano
- 26 dicembre - Giusy Faragò, giocatrice di calcio a 5 e ex calciatrice italiana
- 26 dicembre - Helene Gloppen, calciatrice norvegese
- 26 dicembre - Gedeon Guzina, calciatore bosniaco
- 26 dicembre - Hu Yitian, attore cinese
- 26 dicembre - Artur Kuciapski, mezzofondista polacco
- 26 dicembre - Rénelle Lamote, mezzofondista francese
- 26 dicembre - Khuda Muyaba, calciatore malawiano
- 27 dicembre - Naser Aliji, calciatore svizzero
- 27 dicembre - Mahamane Cissé, calciatore maliano
- 27 dicembre - Olivia Cooke, attrice britannica
- 27 dicembre - Vivian Heisen, tennista tedesca
- 27 dicembre - Andrzej Mazurczak, cestista polacco
- 27 dicembre - Nia Misikea, giavellottista neozelandese
- 27 dicembre - Jelani Peters, calciatore trinidadiano
- 27 dicembre - Pierre-Yves Polomat, calciatore francese
- 27 dicembre - Mónica Ramírez, nuotatrice andorrana
- 27 dicembre - Thomas Touré, calciatore francese
- 28 dicembre - Yvon Beliën, ex pallavolista olandese
- 28 dicembre - Maximilian Beyer, ex pistard e ciclista su strada tedesco
- 28 dicembre - Jean-Claude Billong, calciatore francese
- 28 dicembre - D.J. Humphries, giocatore di football americano statunitense
- 28 dicembre - Veronica Giacomel, ex pallavolista italiana
- 28 dicembre - Alberto Heller, pilota di rally cileno
- 28 dicembre - Luca Maresca, karateka italiano
- 28 dicembre - Lucas Röser, calciatore tedesco
- 28 dicembre - Connor Weil, attore statunitense
- 28 dicembre - Blaise Yaméogo, calciatore burkinabé
- 28 dicembre - Shinobu Ōta, lottatore giapponese
- 29 dicembre - Terry Allen, cestista statunitense
- 29 dicembre - Francesca Bertoni, siepista e mezzofondista italiana
- 29 dicembre - Constantin Bogdan, ex calciatore moldavo
- 29 dicembre - Jehu Chesson, giocatore di football americano statunitense
- 29 dicembre - Sam Craigie, giocatore di snooker inglese
- 29 dicembre - Ivona Dadic, multiplista austriaca
- 29 dicembre - Di Dongdong, atleta paralimpico cinese
- 29 dicembre - Aljaž Ivačič, calciatore sloveno
- 29 dicembre - Marvin Jones, cestista statunitense
- 29 dicembre - Octávio Merlo Manteca, calciatore brasiliano
- 29 dicembre - Xhuljo Mehmeti, calciatore albanese
- 29 dicembre - Moeko Nagaoka, cestista giapponese
- 29 dicembre - Kalan Reed, giocatore di football americano statunitense
- 29 dicembre - Jan Sýkora, calciatore ceco
- 29 dicembre - Tauã, calciatore brasiliano
- 29 dicembre - Sébastien Thill, calciatore lussemburghese
- 29 dicembre - Tony Watt, calciatore scozzese
- 30 dicembre - Bradley Adkins, altista statunitense
- 30 dicembre - Ager Aketxe, calciatore spagnolo
- 30 dicembre - Vladimir Ambros, calciatore moldavo
- 30 dicembre - Charlie Guest, ex sciatrice alpina britannica
- 30 dicembre - Tobias Knoflach, calciatore austriaco
- 30 dicembre - Lorenzo Morón García, calciatore spagnolo
- 30 dicembre - Lukas Raeder, ex calciatore tedesco
- 30 dicembre - Lautaro Rinaldi, calciatore argentino
- 30 dicembre - Keifer Sykes, cestista statunitense
- 30 dicembre - August Wängberg, calciatore svedese
- 31 dicembre - Mattjs Branderhorst, calciatore olandese
- 31 dicembre - Amato Ciciretti, calciatore italiano
- 31 dicembre - Bradley Dack, calciatore inglese
- 31 dicembre - Pavel Dõmov, calciatore estone
- 31 dicembre - Matthias Hamrol, ex calciatore tedesco
- 31 dicembre - So Joo-yeon, attrice sudcoreana
- 31 dicembre - Cheev, cantante bielorusso